# کارناوال زنگ‌زده
کارناوال زنگ زده (به انگلیسی: Carnival of Rust) دومین آلبوم از گروه آلترنیتیو راک فنلاندی پوئتز آو د فال (به انگلیسی: Poets of the Fall) است که در سال ۲۰۰۶ منتشر شد. این آلبوم موفقترین آلبوم این گروه بود که علاوه بر فروش فوق العاده جوایز بسیار زیادی هم کسب کرد. این آلبوم به طور حداگانه غیر از فنلاند در کشورهای آلمان، روسیه، اوکراین و استرالیا منتشر شد. به همین دلیل است که تعداد ناشران این آلبوم زیاد است. این آلبوم به سرعت به مکان اول فروش رسید و تا ۲۶ هفته بعد در بین ۴۰ آلبوم برتر ماند. علاوه بر جایزه پلاتین جایزه بهترین ترانه سال را برد.

## فهرست آهنگ‌ها
1- Fire
2- Sorry Go 'Round
3- Carnival of Rust
4- Locking Up the Sun
5- Gravity
6- King of Fools
7- Roses
8- Desire
9- All the Way / 4U
10- Delicious
11- Maybe Tomorrow Is a Better Day" (Remastered)
12- Dawn

## تک آهنگ‌ها
2- Sorry Go 'Round
3- Locking Up the Sun
4- Maybe Tomorrow Is a Better Day
به صورت ترانه مجانی برای دانلود در سال 2004.

## نماهنگ‌ها
۲- Locking up the Sun